# Early Admission
Early admission (engl. für „frühe Zulassung“; gebräuchlicher sind die Termini der beiden Einzelverfahren: Early Decision und Early Action) ist ein Verfahren, das US-Hochschulen ihren Bewerbern anbieten. Es richtet sich an angehende Studenten, die schon früh bereit sind, sich festzulegen, auf welche Hochschule sie nach der High School am liebsten gehen wollen.

## Unterschied zum regulären Bewerbungsverfahren
Die frühen-Zulassungs-Bewerber müssen sich bei der Universität ihrer Wahl im Vergleich zur regulären Bewerbung (oft regular decision, engl. für „reguläre Entscheidung“) schon relativ früh bewerben; für einen Studienbeginn im Spätsommer liegt die Frist meistens im November des Vorjahres. Dafür erfahren die Bewerber auch schon gegen Mitte Dezember, ob sie zugelassen werden. Manche Hochschulen mit großer Bewerbernachfrage haben bereits ihre regulären Bewerbungsfristen zu dieser Zeit oder zumindest gegen Ende November. Viele andere Hochschulen setzen ihre Fristen jedoch frühestens auf Anfang Januar und geben ihre Entscheidungen erst Anfang April bekannt; manche Hochschulen akzeptieren sogar noch bis zum April Bewerbungen. US-Universitäten geben regulären Erstsemester-Bewerbern, die sich für Studien vor oder bis zum Bachelor für den Spätsommer/Herbst bewerben, generell bis zum 1. Mai, um sich für oder gegen ihren Studienplatz zu entscheiden.
Die frühen-Zulassungs-Verfahren fast aller „selektiven“ (Bewerber auswählenden) Hochschulen sind bindend (early decision, für „frühe Entscheidung“), nur in wenigen Ausnahmen sind sie nicht-bindend (early action, für „frühe Handlung/frühes Tätigwerden“). Bei einer bindenden frühen Entscheidung muss die ggf. früh erhaltene Zusage der Hochschule auch wahrgenommen werden. Davon zu unterscheiden sind die nicht-bindenden Verfahren (z. B. Harvard-Universität bis 2006), bei denen der Bewerber nur ggf. eine frühzeitige Zusage bekommt, sie aber nicht annehmen muss. Sie gibt es wiederum in zwei Varianten: In der einen Variante erlauben viele Hochschulen, dass er sich nur bei einer Hochschule im Rahmen der frühen Zulassung bewirbt (z. B. seit 2004 Yale und Stanford). Zunehmend gewinnt auch die andere Variante an Popularität, der zufolge die Universität dem Bewerber erlaubt, sich parallel auch in anderen (nicht-bindenden) frühen-Zulassungs-Verfahren zu bewerben (z. B. Georgetown University). Sofern Verfahren nur eine einzige frühe Bewerbung erlauben, wird dessen Einhaltung vor allem von den in den USA üblichen Bewerbungsberatern der High-Schools überwacht, die den für Bewerbungen notwendigen Schulnotenauszug dann nur an eine einzige Hochschule versenden.

## Vorteile für die Bewerber
Der Hauptanreiz der frühen Zulassung liegt darin, dass die meisten Hochschulen einen höheren Prozentsatz an frühen-Entscheidungs-Bewerbern als an regulären Bewerbern akzeptieren. Das wird damit erklärt, dass sich nur Schüler bewerben, die zu diesem Zeitpunkt schon erfolgversprechende Noten und Bewerbungsunterlagen vorweisen können, und dass die Bewerber, da sie sich auf eine Hochschule festlegen müssen, besonders genau auf eine gute Passung ihres Profils mit der Hochschule achten. Dennoch gilt die frühe Bewerber insgesamt als Mittel zur Chancenverbesserung.

## Vorteile für die Hochschule
Die Hochschulen wiederum bauen darauf, durch das Verfahren höher qualifizierte Bewerber zu bekommen und damit bessere Studenten anzuziehen und zugleich ihre Hochschulrankings aufzubessern. Denn im bekannten, wenngleich umstrittenen, Hochschulranking von U.S. News & World Report wurde bis 2003 gewertet, wie viele der zugelassenen Bewerber an einer Hochschule das Studium aufnahmen. Bindende Verfahren verbesserten diesen Wert sehr effektiv, da sich die früh zugelassenen Bewerber ja dazu verpflichtet hatten, ihren Studienplatz auch anzunehmen. Nach einer Harvard-Studie (ca. 2002) hatten Bewerber, die über das Verfahren zugelassen werden, allerdings tatsächlich schwächere schulische Leistungen und durchschnittlich um bis zu 100 Punkte niedrigere SAT-Testwerte als regulär zugelassene Bewerber.

## Geschichte
An manchen Hochschulen bestehen frühe-Zulassungs-Verfahren bereits seit mehreren Jahrzehnten (z. B. an der University of Virginia seit den sechziger Jahren). An anderen wurden sie erst in den neunziger Jahren eingeführt (z. B. Yale ca. 1996 und Stanford Mitte der neunziger Jahre) oder kürzlich geändert (z. B. Harvard wechselte 1998 von bindenden auf nicht-bindende Verfahren; ebenso Yale und Stanford 2002, siehe unten).

## Kritik an derfrühen Zulassungund Abschaffung an manchen Hochschulen
Über die frühe Zulassung wird in den USA seit mehreren Jahren diskutiert. Als problematisch gilt, dass das Angebot der frühen Zulassung von bestimmten Bewerbergruppen weniger wahrgenommen wird. Dazu gehören insbesondere Bewerber aus Familien mit niedrigem Einkommen, deren Kinder stärker darauf angewiesen sind, die von Hochschulen angebotene finanzielle Unterstützung zu vergleichen; allgemein bevorzugen viele US-Hochschulen frühzeitige Bewerber bei der Vergabe finanzieller Unterstützung, unabhängig von frühen-Zulassungs-Verfahren. Als weitere vom Verfahren benachteiligte Bevölkerungsgruppen gelten Minderheiten, Bewerber aus ländlichen Gegenden und nicht-studierten Familien und internationale Bewerber. Bewerber aus wohlsituierten Familien von Akademikern und von leistungsorientierten Schulen werden von Familie und Lehrern stattdessen schon relativ früh auf die Hochschul-Bewerbung vorbereitet und informiert. Kontrovers diskutiert wird dagegen, ob das Verfahren Stress erhöht oder minimiert. Gegner der frühen Zulassung argumentieren, der Stress lang vor Studienbeginn werde erhöht, um schon frühzeitig eine Entscheidung treffen und eine Bewerbung aufsetzen zu können. Befürworter halten dagegen, bei erfolgreicher früher Zulassung entfalle dafür der Stress im verbleibenden Jahr der High School; High-Schools und Hochschulen wiederum entgegnen, das führe zu nachlassenden Anstrengungen im letzten Schuljahr und damit zu problematischen Wissenslücken.
Noch 2001 hatte mit der Brown-Universität, die aufgrund hoher „früher“ Bewerberzahlen vom nicht-bindenden zum bindenden Verfahren (für Bewerber für 2002) überging, eine große renommierte Universität ihr frühes-Zulassungs-Verfahren verschärft.
Unter Anerkennung der Kritik kündigte jedoch das Beloit College in Wisconsin Ende März 2002 als erste „selektive“ (Bewerber aussuchende) Hochschule an, sein frühes-Entscheidungs-Verfahren ersatzlos zu streichen. Einen Monat später folgte mit der University of North Carolina at Chapel Hill die erste große und renommierte US-Universität; sie hatte das Verfahren erst drei Jahre zuvor, nach einem kurzen Einsatz in den frühen siebziger Jahren, erneut eingeführt. Nachdem der Universitätspräsident von Yale schon seit mindestens 2001 zuvor die Ungerechtigkeit des frühen-Zulassungs-Verfahrens kritisiert hatte, ließ die Universität im November 2002 verlautbaren, sie stelle für Bewerber für den Herbst 2004 ihr bindendes auf ein nicht-bindendes Verfahren um. Binnen Stunden kündigte die Stanford-Universität an den gleichen Schritt an. Beide Universitäten sagten, sie hätten unabhängig voneinander gehandelt.
Im Juni 2006 trat die University of Delaware mit der Nachricht an die Öffentlichkeit, dass sie ihr frühes-Entscheidungs-Verfahren auslaufen lassen und nur reguläre Bewerbungen für Herbst 2007 annehmen würde. Im Herbst des Jahres kündigte Harvard, dicht gefolgt von den renommierten Universitäten Princeton und Virginia, an, das frühe-Zulassungs-Verfahren abzuschaffen. Ihre Änderung trat für den Studienbeginn im Herbst 2008 in Kraft. Alle drei Universitäten verzeichneten für dieses Studienjahr stark angestiegene Bewerberzahlen, wobei Harvard zudem höhere finanzielle Unterstützung für Studenten aus Familien mit mittlerem und hohem Einkommen angekündigt hatte. Die Universitäten führten die gestiegenen Zahlen jedoch mindestens teilweise auch auf die Änderung ihrer frühen-Zulassungs-Politik zurück. Bereits im Frühjahr hatte auch die University of Florida angekündigt, ihr frühes-Entscheidungs-Verfahren abzuschaffen.